# 宮古駅
宮古駅（みやこえき）は、岩手県宮古市宮町にある、三陸鉄道・東日本旅客鉄道（JR東日本）の駅である。三陸鉄道の駅には「リアスの港」の愛称が付いている。
JRグループの駅としては本州で最東端に位置し、JR東日本全体においても最東端に位置する駅である。なお、当駅は三陸鉄道の管理駅のため、JR管理駅としては隣の千徳駅が最東端となる。

## 乗り入れ路線
三陸鉄道のリアス線と、JR東日本の山田線が乗り入れている。このうち、JR山田線は当駅が終点であり、三陸鉄道も線籍上は当駅がリアス線の終点、北リアス線の起点となっている。
三陸鉄道の当駅 - 田老駅間は、元々は宮古線と名乗り、山田線とともに日本国有鉄道（国鉄）の路線であった。そのため、当駅は国鉄単独駅であったが、宮古線は1981年（昭和56年）に第1次特定地方交通線に指定され、1984年（昭和59年）に三陸鉄道に転換されて北リアス線の一部となった。これにより国鉄（現・JR東日本）と三陸鉄道の接続駅となった。また、リアス線の当駅 - 釜石駅間は元々山田線の一部であり、2019年（平成31年）にJR東日本から三陸鉄道に転換されリアス線となった。旅客案内上はリアス線・北リアス線のいずれも「リアス線」と呼称されている。
かつては当駅より、宮古湾の出崎埠頭にあった（貨）宮古港駅までの貨物支線（通称：宮古臨港線）が接続していた。

## 歴史

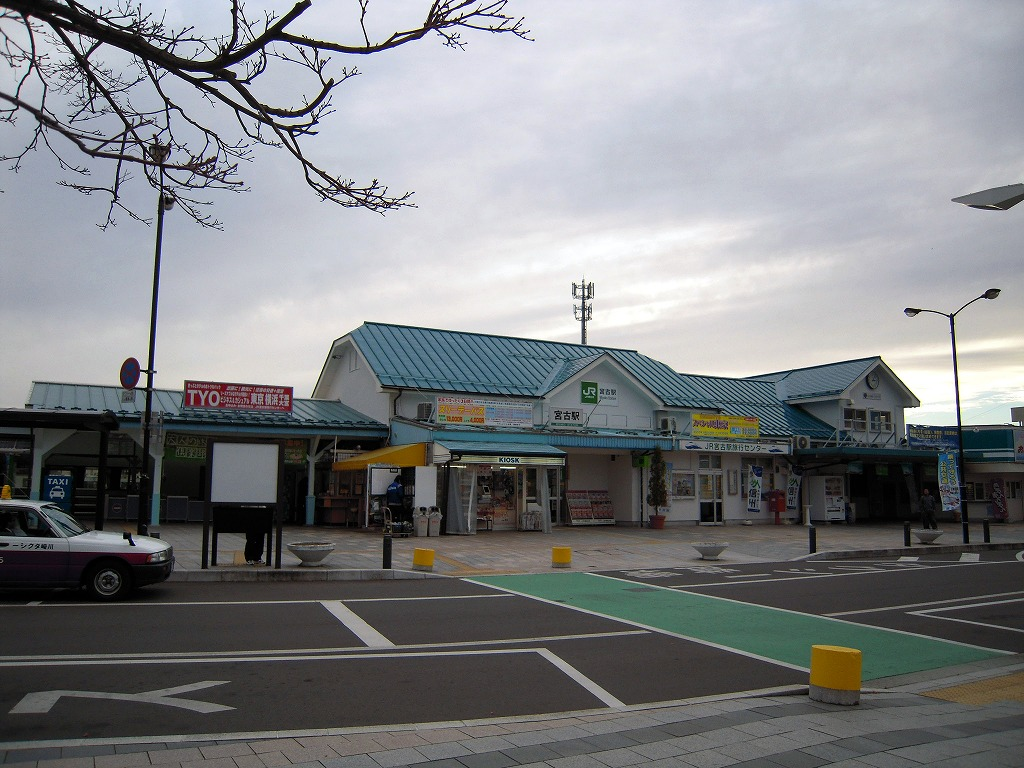
改装前の駅舎（2010年11月）

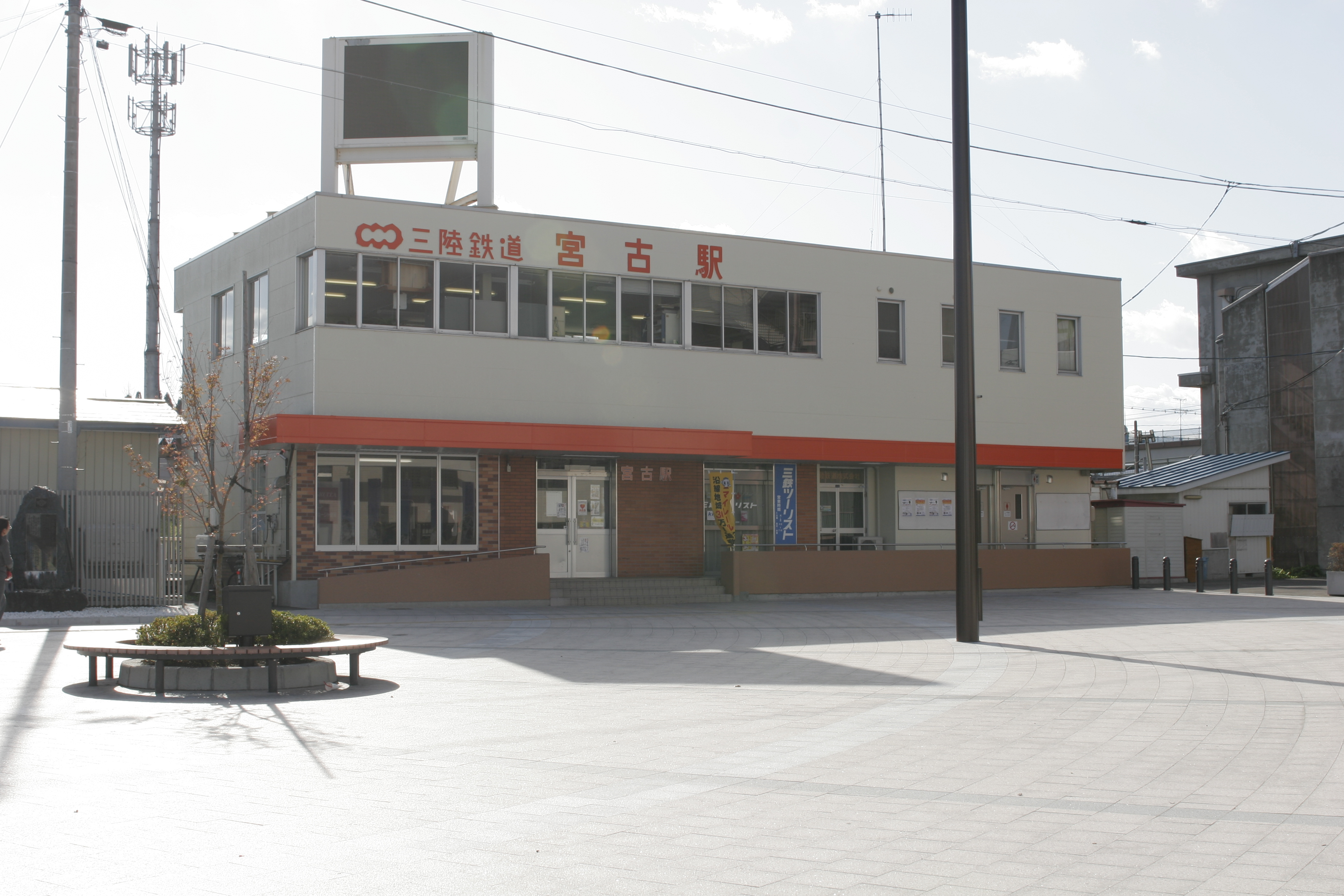
旧三陸鉄道駅舎・現三陸鉄道本社（2008年11月）

- 1934年（昭和9年）11月6日：鉄道省山田線の駅として開業[新聞 1]。
- 1943年（昭和18年）11月22日：貨物支線（宮古臨港線）が開業[2]。
- 1947年（昭和22年）8月8日：昭和天皇の戦後巡幸に伴い、お召し列車が盛岡駅発 - 宮古駅着で運行[3]。
- 1972年（昭和47年）2月27日：宮古線が開業[4]。
- 1973年（昭和48年）8月4日：みどりの窓口を設置。
- 1974年（昭和49年）5月18日：第25回全国植樹祭に来県した昭和天皇のお召し列車が翌日にかけて発着[5]。
- 1984年（昭和59年）
  - 2月1日：貨物支線（宮古臨港線）が廃止[2]。廃止後に廃線跡を利用して蒸気機関車の運転が行われた[2]（詳細は「山田線#蒸気機関車の復活運転」を参照）。
  - 4月1日：国鉄宮古線が第三セクター転換、三陸鉄道北リアス線として開業[4]。
- 1986年（昭和61年）11月1日：荷物の扱いを廃止[6]。
- 1987年（昭和62年）4月1日：国鉄分割民営化により、東日本旅客鉄道[6]と三陸鉄道の駅になる[4]。
- 2002年（平成14年）：「潮風を感じる賑わう港町の駅」として、東北の駅百選に選定。
- 2004年（平成16年）10月1日：三陸鉄道宮古駅長が廃止、終日社員配置駅から駅売店「リアスボックス」兼務。
- 2009年（平成21年）4月27日：三陸鉄道宮古駅において、住宅建築会社のシリウスがネーミングライツ（命名権）を取得し、『アイフルホーム宮古駅』の愛称が付く（契約期間1年）。
- 2011年（平成23年）
  - 3月11日：東北地方太平洋沖地震（東日本大震災）により営業を休止。
  - 3月20日：三陸鉄道北リアス線、当駅 - 田老駅間が営業を再開。
  - 3月26日：山田線、上米内駅 - 当駅間が営業を再開。
- 2012年（平成24年）12月1日：「浜のまち」を象徴する駅舎に改装[新聞 2]。
- 2013年（平成25年）12月1日：三陸鉄道宮古駅において「5きげんみやこ駅」（テレビ岩手の番組『5きげんテレビ』に由来）の愛称が付く。
- 2019年（平成31年）
  - 1月31日：宮古駅旅行センターの営業を終了。
  - 3月23日：山田線釜石駅 - 当駅間復旧とともに、同区間がJR東日本から三陸鉄道に移管されリアス線となる。同時に当駅は三陸鉄道の管理となる[報道 1][新聞 3]。三陸鉄道宮古駅は三陸鉄道本社となった[報道 2]。
- 2022年（令和4年）3月31日：キオスク宮古駅店の営業を終了。
- 2024年（令和6年）10月1日：JR東日本（山田線）でえきねっとQチケのサービスを開始[7][報道 3]。

## 駅構造
駅舎に接する切欠きホーム1面2線（0・1番線）と島式ホーム1面2線（2・3番線）、合計2面4線のホームを持つ列車交換可能な地上駅である。互いのホームは、車椅子用昇降機付きの跨線橋で連絡している。
JR東日本の駅舎と三陸鉄道の駅舎は別々に設けられていたが、2019年（平成31年）3月からリアス線の経営移管に伴いJR東日本と三陸鉄道の駅舎が統合され、旧JR駅舎を三陸鉄道の管轄で共同使用する現在の形となった。三陸鉄道の車両が所属する運行本部の車庫が構内の盛方に設けられている。
駅舎にはJRみどりの窓口、三陸鉄道出札窓口（リアス線窓口）、三鉄ツーリスト（旧宮古駅旅行センター跡地、土休日休業）、三陸鉄道とJRの短距離自動券売機、立ち食いそば（地元業者が運営）がある。また駅舎に隣接するJR東日本東北総合サービス運営「ぐるっと遊」跡地に、三鉄直営売店「さんてつや」がある。
JRの駅業務は三陸鉄道社員が担当するが、旅行業扱いでなく、三陸鉄道への業務委託駅扱いのため、みどりの窓口においてJR単独の定期券の発売・クレジットカードの使用・えきねっとの受け取りが可能。入場券は三陸鉄道発行分のみ発売している。
改札はJR山田線のみ実施。三陸鉄道の列車は改札を行わず、乗車券・運賃は下車時に列車内の運賃箱へ投入する形となっている。このため、三陸鉄道の列車は運賃精算の時間を考慮した停車時間が設定されており、乗車は当駅始発列車を除き、下車客の運賃精算が終了しだい開始となる。
現在駅舎として使用している建物は、2019年（平成31年）3月までJR駅としてJR東日本が管轄していたもので、1934年（昭和9年）の開業当時から使用している建物である。JR管轄当時の2012年（平成24年）に、東日本大震災からの三陸海岸の復興を支援する目的で駅舎のリニューアルが行われた。駅のテーマは「浜のまち」で、地元の観光名所浄土ヶ浜のイメージで砂浜を表現したグレー系の外壁材となっている。また、灯台をイメージしたシンボルゲートが駅舎右側の屋根張り出し部分に設けられており、この部分は夜間には光が点滅するようになっている。待合室の天井部分は海岸線のイメージで上下に波打つようなルーバーが取り付けられている。さらに、駅前を発着するバスの利用者が多いことから、ベンチは駅前広場側に向けられている。
2019年まで三陸鉄道の駅舎として使用されていた建物は、三陸鉄道本社（総務部・経営企画室）となっている。

### のりば
| 番線 | 事業者   | 路線      | 方向 | 行先         | 備考            |
| ---- | -------- | --------- | ---- | ------------ | --------------- |
| 0    | 三陸鉄道 | ■リアス線 | 下り | 久慈方面     | 当駅始発        |
| 1    | 三陸鉄道 | ■リアス線 | 上り | 釜石・盛方面 |                 |
| 1    | 三陸鉄道 | ■リアス線 | 下り | 久慈方面     | 一部列車        |
| 2    | 三陸鉄道 | ■リアス線 | 下り | 久慈方面     |                 |
| 3    | JR東日本 | ■山田線   | 上り | 盛岡方面     | 一部列車は1番線 |

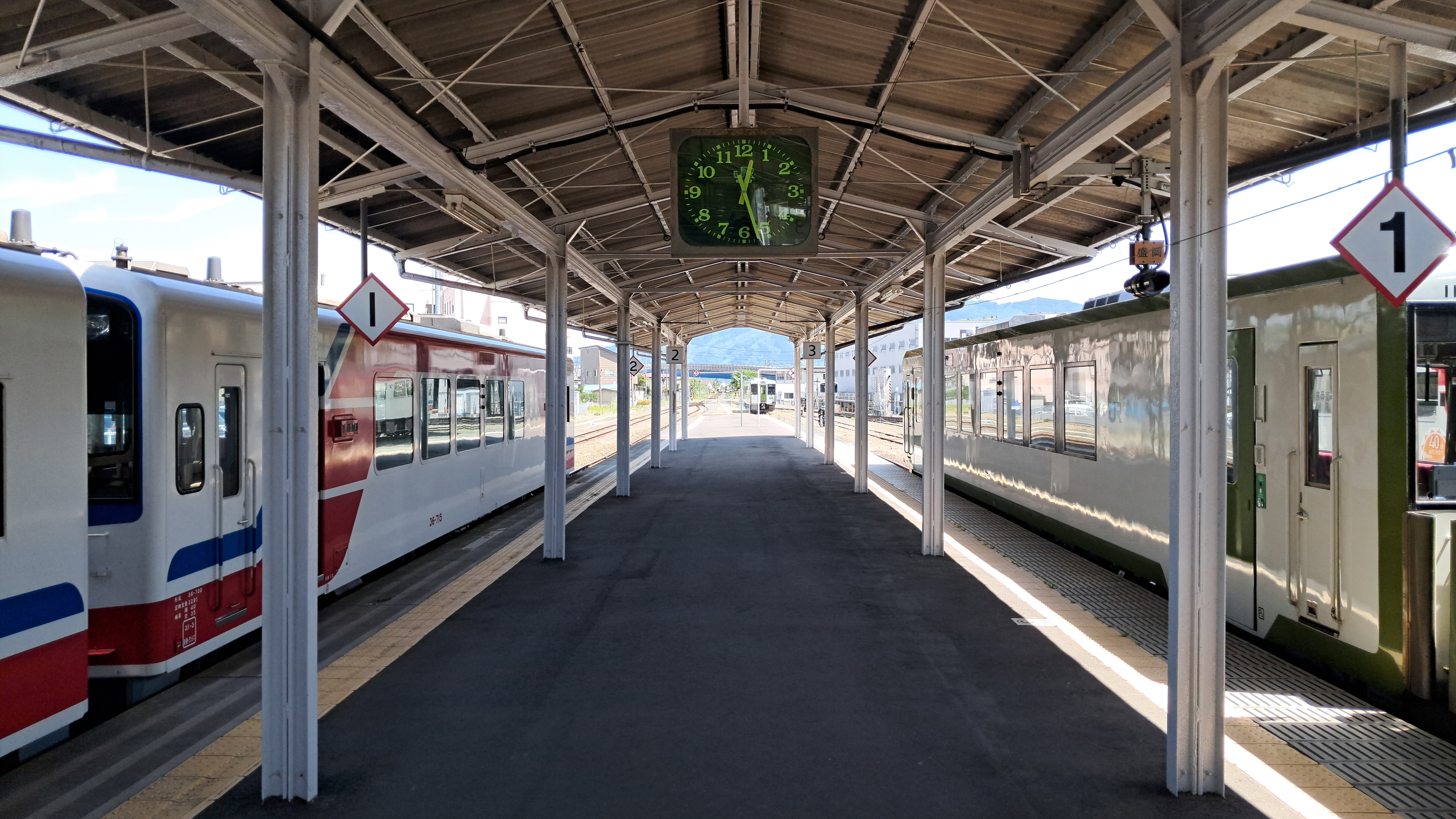
2・3番線ホーム（2024年5月）
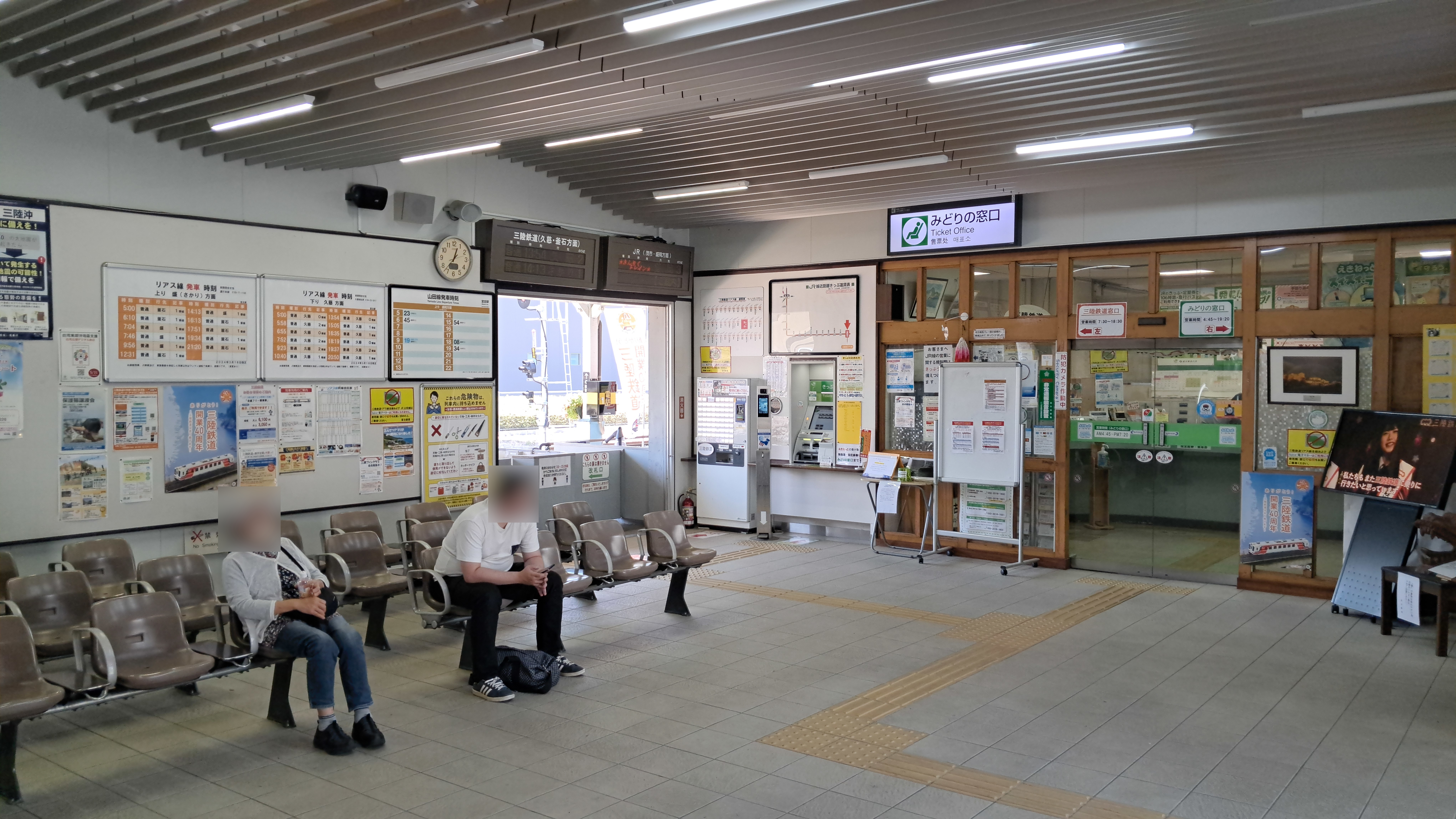
待合室・改札口・みどりの窓口と三陸鉄道窓口（2024年5月）

## 利用状況
- 三陸鉄道 - 2023年度（令和5年度）の1日平均乗車人員は386人である[市 1]。
- JR東日本 - 2023年度（令和5年度）の1日平均乗車人員は61人である[JR 1]。

2000年度（平成12年度）以降の推移は以下のとおりである。
| 1日平均乗車人員推移 | 1日平均乗車人員推移 | 1日平均乗車人員推移 | 1日平均乗車人員推移 | 1日平均乗車人員推移 | 1日平均乗車人員推移 | 1日平均乗車人員推移 | 1日平均乗車人員推移 | 1日平均乗車人員推移 |
| 年度                | 三陸鉄道            | 三陸鉄道            | 三陸鉄道            | JR東日本            | JR東日本            | JR東日本            | 出典                | 出典                |
| 年度                | 定期外              | 定期                | 合計                | 定期外              | 定期                | 合計                | 宮古市              | JR                  |
| ------------------- | ------------------- | ------------------- | ------------------- | ------------------- | ------------------- | ------------------- | ------------------- | ------------------- |
| 2000年（平成12年）  |                     |                     |                     |                     |                     | 713                 |                     | [ JR 2 ]            |
| 2001年（平成13年）  |                     |                     |                     |                     |                     | 656                 |                     | [ JR 3 ]            |
| 2002年（平成14年）  |                     |                     |                     |                     |                     | 566                 |                     | [ JR 4 ]            |
| 2003年（平成15年）  |                     |                     |                     |                     |                     | 570                 |                     | [ JR 5 ]            |
| 2004年（平成16年）  |                     |                     |                     |                     |                     | 586                 |                     | [ JR 6 ]            |
| 2005年（平成17年）  |                     |                     |                     |                     |                     | 564                 |                     | [ JR 7 ]            |
| 2006年（平成18年）  |                     |                     |                     |                     |                     | 540                 |                     | [ JR 8 ]            |
| 2007年（平成19年）  |                     |                     |                     |                     |                     | 525                 |                     | [ JR 9 ]            |
| 2008年（平成20年）  |                     |                     |                     |                     |                     | 522                 |                     | [ JR 10 ]           |
| 2009年（平成21年）  |                     |                     |                     |                     |                     | 526                 |                     | [ JR 11 ]           |
| 2010年（平成22年）  |                     |                     |                     |                     |                     | 511                 |                     | [ JR 12 ]           |
| 2011年（平成23年）  |                     |                     |                     |                     |                     | 130                 |                     | [ JR 13 ]           |
| 2012年（平成24年）  | 78                  | 84                  | 162                 | 102                 | 211                 | 314                 | [ 市 2 ]            | [ JR 14 ]           |
| 2013年（平成25年）  | 84                  | 85                  | 169                 | 107                 | 218                 | 325                 | [ 市 2 ]            | [ JR 15 ]           |
| 2014年（平成26年）  | 216                 | 87                  | 303                 | 112                 | 206                 | 318                 | [ 市 2 ]            | [ JR 16 ]           |
| 2015年（平成27年）  | 161                 | 86                  | 247                 | 90                  | 209                 | 299                 | [ 市 2 ]            | [ JR 17 ]           |
| 2016年（平成28年）  | 119                 | 83                  | 202                 | 63                  | 182                 | 245                 | [ 市 3 ]            | [ JR 18 ]           |
| 2017年（平成29年）  | 122                 | 87                  | 209                 | 69                  | 174                 | 243                 | [ 市 3 ]            | [ JR 19 ]           |
| 2018年（平成30年）  | 125                 | 103                 | 227                 | 78                  | 163                 | 241                 | [ 市 3 ]            | [ JR 20 ]           |
| 2019年（令和元年）  | 236                 | 237                 | 473                 | 72                  | 57                  | 129                 | [ 市 3 ]            | [ JR 21 ]           |
| 2020年（令和02年）  | 126                 | 195                 | 321                 | 37                  | 50                  | 87                  | [ 市 4 ]            | [ JR 22 ]           |
| 2021年（令和03年）  | 105                 | 181                 | 286                 | 27                  | 35                  | 63                  | [ 市 5 ]            | [ JR 23 ]           |
| 2022年（令和04年）  | 133                 | 170                 | 303                 | 28                  | 29                  | 58                  | [ 市 6 ]            | [ JR 24 ]           |
| 2023年（令和05年）  | 211                 | 175                 | 386                 | 30                  | 30                  | 61                  | [ 市 1 ]            | [ JR 1 ]            |

## 駅周辺
- イーストピアみやこ - 宮古市役所、保健センターなどが入る複合施設。駅裏手にあり、駅前広場と自由通路で直結。
- 宮古区検察庁
- 盛岡家庭裁判所宮古支部
- 宮古簡易裁判所
- 宮古郵便局
- 岩手銀行宮古中央支店
- 宮古信用金庫本店・駅前支店
- 岩手県立宮古高等学校
- キャトル宮古（2021年〈令和3年〉12月10日閉館[新聞 5]）
- NHK盛岡放送局宮古報道室
- 閉伊川

## バス路線
駅前のバス乗り場より、岩手県北バスによる以下の路線バスや高速バスが発着する。
| のりば | 行先                                                                |
| ------ | ------------------------------------------------------------------- |
| 1      | 宮古病院・崎山・休暇村陸中宮古・田老・小本方面                      |
| 2      | 磯鶏・八木沢・荷竹・重茂・船越・田の浜方面                          |
| 3      | - 鍬ヶ崎・シートピアなあど・浄土ヶ浜方面 - 宮古病院行き             |
| 4      | 山口・宮園・田代方面                                                |
| 5      | 松山方面                                                            |
| 6      | - 106急行：盛岡行き - 夜行高速バス「MEX宮古・盛岡」：東京・横浜行き |
| 7      | 西ヶ丘・根市・花輪・岩船方面                                        |

## 隣の駅
三陸鉄道
■リアス線
磯鶏駅 - 宮古駅 - 山口団地駅
東日本旅客鉄道（JR東日本）
■山田線
□快速「リアス」・■普通
千徳駅 - 宮古駅

### かつて存在した路線
日本国有鉄道
山田線貨物支線（宮古臨港線）
宮古駅 - （貨）宮古港駅

### 記事本文

#### 報道発表資料
1. ↑  「宮古駅 新駅舎駅名標披露セレモニーを開催します! (PDF)」（プレスリリース）、東日本旅客鉄道／三陸鉄道、2019年2月27日。2019年3月5日時点のオリジナル (PDF)よりアーカイブ。2019年4月8日閲覧。
2. 1 2  「「リアス線開通100日前イベント」三陸鉄道リアス線ダイヤ発表について (PDF)」（プレスリリース）、三陸鉄道、2018年12月13日。2018年12月27日時点のオリジナル (PDF)よりアーカイブ。2022年7月3日閲覧。
3. ↑  「Suicaエリア外もチケットレスで! 東北エリアから「えきねっとQチケ」がはじまります (PDF)」（プレスリリース）、東日本旅客鉄道、2024年7月11日。2024年7月11日時点のオリジナル (PDF)よりアーカイブ。2024年8月11日閲覧。

#### 新聞記事
1. 1 2 3  田中功一「茂市駅:80年 「さんさ」でお祝い」『毎日新聞』毎日新聞社、2014年9月7日。
2. ↑  交通新聞2012年12月13日
3. ↑  「宮古駅 駅名標は一足早く「三陸鉄道」に JRから移管準備」『毎日新聞』2019年3月22日。2019年3月22日時点のオリジナルよりアーカイブ。2019年3月23日閲覧。
4. ↑  『交通新聞』2013年1月18日
5. ↑  「宮古最大の商業施設「キャトル宮古」閉館 テナント撤退相次ぐ」『河北新報』2021年12月11日。2023年12月11日時点のオリジナルよりアーカイブ。2021年12月11日閲覧。

### 利用状況

#### 宮古市
1. 1 2  「第8章 運輸・通信」『市統計書「宮古市の統計 令和6年版」』（PDF）（レポート）宮古市、2025年4月2日、52頁。2025年6月24日閲覧。
2. ↑  「8 運輸・通信」『宮古市の統計 平成28年版』（PDF）（レポート）宮古市、2017年4月12日、50頁。オリジナルの2017年4月15日時点におけるアーカイブ。2025年6月24日閲覧。
3. ↑  「8 運輸・通信」『宮古市の統計 令和2年版』（PDF）（レポート）宮古市、2021年4月7日、50頁。オリジナルの2021年4月14日時点におけるアーカイブ。2025年6月24日閲覧。
4. ↑  「8 運輸・通信」『市統計書「宮古市の統計 令和3年版」』（PDF）（レポート）宮古市、2024年12月23日、50頁。2025年6月24日閲覧。
5. ↑  「第8章 運輸・通信」『市統計書「宮古市の統計 令和4年版」』（PDF）（レポート）宮古市、2024年12月23日、52頁。2025年6月24日閲覧。
6. ↑  「第8章 運輸・通信」『市統計書「宮古市の統計 令和5年版」』（PDF）（レポート）宮古市、2024年12月23日、52頁。2025年6月24日閲覧。

#### JR東日本
1. 1 2  「各駅の乗車人員 2023年度 101位以下（8）| 企業サイト：JR東日本」東日本旅客鉄道。2025年6月24日閲覧。
2. ↑  「JR東日本：各駅の乗車人員（2000年度）」東日本旅客鉄道。2025年6月24日閲覧。
3. ↑  「JR東日本：各駅の乗車人員（2001年度）」東日本旅客鉄道。2025年6月24日閲覧。
4. ↑  「JR東日本：各駅の乗車人員（2002年度）」東日本旅客鉄道。2025年6月24日閲覧。
5. ↑  「JR東日本：各駅の乗車人員（2003年度）」東日本旅客鉄道。2025年6月24日閲覧。
6. ↑  「JR東日本：各駅の乗車人員（2004年度）」東日本旅客鉄道。2025年6月24日閲覧。
7. ↑  「JR東日本：各駅の乗車人員（2005年度）」東日本旅客鉄道。2025年6月24日閲覧。
8. ↑  「JR東日本：各駅の乗車人員（2006年度）」東日本旅客鉄道。2025年6月24日閲覧。
9. ↑  「JR東日本：各駅の乗車人員（2007年度）」東日本旅客鉄道。2025年6月24日閲覧。
10. ↑  「JR東日本：各駅の乗車人員（2008年度）」東日本旅客鉄道。2025年6月24日閲覧。
11. ↑  「JR東日本：各駅の乗車人員（2009年度）」東日本旅客鉄道。2025年6月24日閲覧。
12. ↑  「JR東日本：各駅の乗車人員（2010年度）」東日本旅客鉄道。2025年6月24日閲覧。
13. ↑  「JR東日本：各駅の乗車人員（2011年度）」東日本旅客鉄道。2025年6月24日閲覧。
14. ↑  「JR東日本：各駅の乗車人員（2012年度）」東日本旅客鉄道。2025年6月24日閲覧。
15. ↑  「各駅の乗車人員 2013年度 ベスト100以外（8）：JR東日本」東日本旅客鉄道。2025年6月24日閲覧。
16. ↑  「各駅の乗車人員 2014年度 ベスト100以外（7）：JR東日本」東日本旅客鉄道。2025年6月24日閲覧。
17. ↑  「各駅の乗車人員 2015年度 ベスト100以外（7）：JR東日本」東日本旅客鉄道。2025年6月24日閲覧。
18. ↑  「各駅の乗車人員 2016年度 ベスト100以外（8）：JR東日本」東日本旅客鉄道。2025年6月24日閲覧。
19. ↑  「各駅の乗車人員 2017年度 ベスト100以外（8）：JR東日本」東日本旅客鉄道。2025年6月24日閲覧。
20. ↑  「各駅の乗車人員 2018年度 ベスト100以外（7）：JR東日本」東日本旅客鉄道。2025年6月24日閲覧。
21. ↑  「各駅の乗車人員 2019年度 ベスト100以外（8）：JR東日本」東日本旅客鉄道。2025年6月24日閲覧。
22. ↑  「各駅の乗車人員 2020年度 101位以下（8）| 企業サイト：JR東日本」東日本旅客鉄道。2025年6月24日閲覧。
23. ↑  「各駅の乗車人員 2021年度 101位以下（8）| 企業サイト：JR東日本」東日本旅客鉄道。2025年6月24日閲覧。
24. ↑  「各駅の乗車人員 2022年度 101位以下（8）| 企業サイト：JR東日本」東日本旅客鉄道。2025年6月24日閲覧。